# Oggetti non stellari nella costellazione dello Scultore
Principali oggetti non stellari visibili nella costellazione dello Scultore.

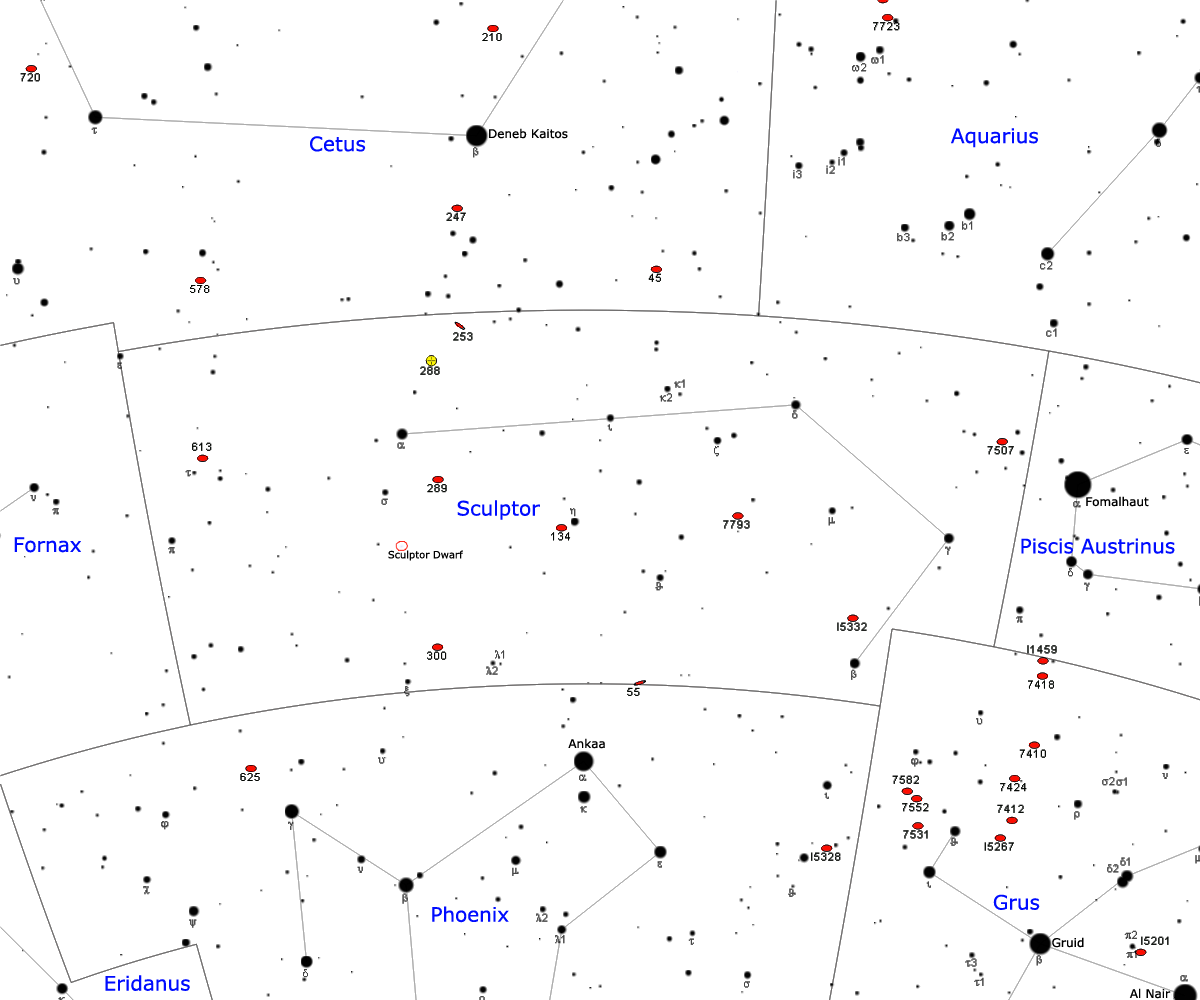
Mappa della costellazione dello Scultore.

## Ammassi aperti
- Blanco 1

## Ammassi globulari
- NGC 288

## Galassie
- A2744-JD
- Abell 2744 Y1
- ESO 350-40 (Galassia ruota di carro, Cartwheel Galaxy)
- ESO 540-030
- Galassia cometa
- Galassia Nana dello Scultore
- Galassia Nana Irregolare dello Scultore
- IC 5332
- NGC 7
- NGC 10
- NGC 24
- NGC 55
- NGC 101
- NGC 134
- NGC 253
- NGC 254
- NGC 264
- NGC 289
- NGC 300
- NGC 423
- NGC 526
- NGC 527
- NGC 534
- NGC 544
- NGC 546
- NGC 549
- NGC 568
- NGC 572
- NGC 574
- NGC 597
- NGC 612
- NGC 613
- NGC 619
- NGC 623
- NGC 626
- NGC 630
- NGC 633
- NGC 639
- NGC 642
- NGC 7507
- NGC 7793
- UKS 2323-326
- 2MASX J00482185-2507365 (coppia di galassie spirali sovrapposte)

## Gruppi di galassie
- Gruppo di NGC 134

## Ammassi di galassie
- Abell 2667
- Abell 2744
- Abell 4059
- Gruppo dello Scultore
- Superammasso dello Scultore